# Neleucania patricia
Neleucania patricia är en fjärilsart som beskrevs av Augustus Radcliffe Grote 1880. Neleucania patricia ingår i släktet Neleucania och familjen nattflyn. Inga underarter finns listade i Catalogue of Life.